# بانیاکندی
بانیاکندی (به لاتین: Baniakandi) یک منطقهٔ مسکونی در بنگلادش است که در ناحیه چاندپور واقع شده‌است.